# Río Caracha
Der Río Caracha ist ein etwa 133 km langer rechter Nebenfluss des Río Pampas im Andenhochland von Südzentral-Peru in der Region Ayacucho. Der Fluss trägt im Oberlauf abschnittsweise alternative Namen: Quebrada Sacsacca, Río Collpa, Río Llachocmayo und Río Punta Puruchuco.

## Flusslauf
Der Río Caracha entspringt am Cerro Llocsioc im Nordwesten des Distrikts Sancos in der Provinz Huanca Sancos auf einer Höhe von etwa 4520 m. Er fließt anfangs 20 km nach Süden. Anschließend wendet er sich nach Südosten und ab Flusskilometer 95 nach Osten. Bei den Flusskilometern 81 und 50 treffen die von Süden kommenden Flüsse Río Ingahuasi und Río Urubamba auf den Río Caracha. Dieser wendet sich unterhalb der Einmündung des Río Urubamba nach Norden. Auf den unteren 23 Kilometern durchschneidet der Río Caracha in nordnordöstlicher Richtung das Hochland in einer engen Schlucht und mündet schließlich auf einer Höhe von etwa 2600 m in den nach Osten strömenden Río Pampas. Die unteren 16 Kilometer des Flusslaufs liegen in der Provinz Víctor Fajardo.

## Einzugsgebiet
Der Río Caracha entwässert ein Areal von etwa 4290 km². Dieses erstreckt sich über Teile der Provinzen Huanca Sancos, Lucanas und Víctor Fajardo. Das Einzugsgebiet des Río Caracha grenzt im Norden an das des Río Pampas, im Osten an das des Río Sondondo sowie im Süden und im Westen an die Einzugsgebiete von Río Acarí und Río Grande, beides Zuflüsse des Pazifischen Ozeans.

## Hydrologie
Mit Hilfe verschiedener regionaler Messwerte wurde ein mittlerer Abfluss des Rio Caracha von etwa 31,7 m³/s berechnet. Im folgenden Schaubild sind die berechneten mittleren monatlichen Abflüsse dargestellt.

## Umleitungspläne
Es gibt Pläne, Wasser der Flüsse Río Urubamba und Río Caracha auf die Westseite der kontinentalen Wasserscheide umzuleiten. Dort soll es zur Stromgewinnung sowie zur Bewässerung von landwirtschaftlichen Anbauflächen in den Provinzen Nasca und Caravelí genutzt werden.